# Olympische Sommerspiele 1980/Teilnehmer (Kuwait)
| Gelbes Symbol für Goldmedaillen mit stilisierten Olympischen Ringen | Graues Symbol für Silbermedaillen mit stilisierten Olympischen Ringen | Braundes Symbol für Bronzemedaillen mit stilisierten Olympischen Ringen |
| ------------------------------------------------------------------- | --------------------------------------------------------------------- | ----------------------------------------------------------------------- |
| —                                                                   | —                                                                     | —                                                                       |

Kuwait nahm an den Olympischen Sommerspielen 1980 in Moskau, UdSSR, mit einer Delegation von 56 Sportlern (allesamt Männer) teil.

## Teilnehmer nach Sportarten

### Fechten
- Khaled al-Awadhi
Florett, Einzel: 31. Platz
Florett, Mannschaft: 9. Platz

- Kifah al-Mutawa
Florett, Einzel: 34. Platz
Florett, Mannschaft: 9. Platz
Degen, Mannschaft: 11. Platz

- Ahmed al-Ahmed
Florett, Einzel: 37. Platz
Florett, Mannschaft: 9. Platz
Säbel, Einzel: 28. Platz

- Ali al-Khawajah
Florett, Mannschaft: 9. Platz
Säbel, Einzel: 29. Platz

- Kazem Hasan
Degen, Einzel: 34. Platz
Degen, Mannschaft: 11. Platz

- Mohamed al-Thuwani
Degen, Einzel: 35. Platz
Degen, Mannschaft: 11. Platz

- Osama al-Khurafi
Degen, Einzel: 40. Platz
Degen, Mannschaft: 11. Platz

- Ebrahim al-Cattan
Degen, Mannschaft: 11. Platz

- Mohamed Eyiad
Säbel, Einzel: 30. Platz

### Fußball
- Herrenteam
5. Platz

- Kader
Abdullah al-Buloushi
Ahmed al-Tarabulsi
Ahmad Hasan
Faisal ad-Dachil
Fathi Kamel Marzouq
Hamad Khaled Mohamed
Hamud asch-Schammari
Jamal al-Qabendi
Dschasim Ya'qub Sultan
Mahmud Mubarak
Muayad al-Haddad
Na'im Sa'd
Sa'd al-Huti
Sami al-Hashash
Waleed al-Jasem Mubarak
Yusif as-Suwayid

### Handball
- Herrenteam
12. Platz

- Kader
Abdel Aziz al-Anjri
Jasem al-Deyab
Majid al-Khamis
Faraj al-Mutairi
Jasem al-Qassar
Mohamed al-Qassar
Abdullah al-Qenai
Musa’ed al-Randi
Fawzi al-Shuwairbat
Khamis Bashir
Saleh Najem
Ismael Shah al-Zadah
Khaled Shah al-Zadah
Ahmad al-Emran

### Judo
- Ali Heidar Ali Mohamed
Superleichtgewicht: 19. Platz

- Abdul Latif Rozaihan
Halbleichtgewicht: 19. Platz

- Fahad al-Farhan
Leichtgewicht: 9. Platz

- Ibrahim Muzaffer
Mittelgewicht: 19. Platz

- Sayed Farhad
Schwergewicht: 10. Platz

### Leichtathletik
- Abdul Majeed al-Mosawi
100 Meter: Vorläufe

- Khaled Hussain Mahmoud
800 Meter: Vorläufe

- Khaled Khalifa al-Shammari
1500 Meter: Vorläufe

- Abdul Latif Youssef Hashem
400 Meter Hürden: Vorläufe

- Essa Abbas Faleh Hashem
Weitsprung: Keine Höhe

- Mohamed al-Zinkawi
Kugelstoßen: 14. Platz in der Qualifikation

- Najim al-Enazy
Diskuswurf: 17. Platz in der Qualifikation

- Khaled Murad Ghaloum
Hammerwurf: 17. Platz in der Qualifikation

### Schwimmen
- Adham Hemdan
100 Meter Freistil: Vorläufe
200 Meter Freistil: Vorläufe

- Mohamed Abdul Wahab
400 Meter Freistil: Vorläufe
100 Meter Schmetterling: Vorläufe

- Saleh al-Marzouk
200 Meter Schmetterling: Vorläufe

### Wasserspringen
- Abdullah Ma'yuf
Turmspringen: 23. Platz